# Els dies que vindran
Los días que vendrán (Els dies que vindran) es una película de género romántico y dramático. Es el tercer largometraje dirigido por Carlos Marques-Marcet y está protagonizado por David Verdaguer y María Rodríguez Soto (El ministerio del tiempo).
La fecha de estreno en salas españolas será el 28 de junio de 2019.

## Trama
Vir, 30 años y Lluís de 32, hace solo un año que salen juntos, cuando Vir descubren que está embarazada. Durante nueve meses, seguiremos la aventura de esta joven pareja, el giro enorme que dará su vida, sus miedos, alegrías, sus expectativas y las realidades que, durante su embarazo, crecen ante ellos.
Filmada a lo largo de los nueve meses de gestación real de la actriz María Rodríguez Soto cuya pareja en la vida real es David Verdaguer coprotagonista de la película, Los días que vendrán es el relato minucioso del proceso de aprender a ser tres cuando no se ha tenido el tiempo de aprender ser dos, explorando la dificultad de compartir con el otro esta experiencia profundamente transformadora.

## Estreno
La cinta fue estrenada mundialmente en el Festival Internacional de Cine de Róterdam (IFFR), por la sección Tiger Competition. En España, se estrenó en el Festival de Málaga, seleccionada en competición oficial.

## Premios
- 2019 Biznaga de Oro a mejor película en el Festival de Málaga
- 2019 Biznaga de Plata en el Festival de Málaga a Carlos Marqués-Marcet, mejor director
- 2019 Biznaga de Plata en el Festival de Málaga a María Rodríguez Soto, mejor actriz[4]